# Voleibol nos Jogos Olímpicos de Verão de 1980 - Masculino
O torneio masculino de voleibol nos Jogos Olímpicos de Verão de 1980 foi realizado na Luzhniki Small Sports Arena, Moscou, entre 20 de julho e 1 de agosto e organizado pela Federação Internacional de Voleibol (FIVB) em conjunto com o Comitê Olímpico Internacional (COI).

## Medalhistas
A União Soviética foi campeã olímpica de voleibol, derrotando a Bulgária na final. A Romênia ganhou o bronze frente à Polônia.
|  | URS União Soviética |  | BUL Bulgária |  | ROM Romênia |
|  | Yury Panchenko Vyacheslav Zaytsev Aleksandr Savin Vladimir Dorokhov Aleksandr Yermilov Pāvels Seļivanovs Oleg Moliboga Vladimir Kondra Vladimir Chernyshov Fyodor Lashchenov Valery Krivov Viljar Loor |  | Stoyan Gunchev Khristo Stoyanov Dimitar Zlatanov Dimitar Dimitrov Tsano Tsanov Stefan Dimitrov Petko Petkov Mitko Todorov Kaspar Simeonov Emil Valchev Khristo Iliev Yordan Angelov |  | Cornel Oros Laurenţiu Dumănoiu Dan Gîrleanu Nicu Stoian Sorin Macavei Constantin Sterea Nicolae Pop Günther Enescu Corneliu Chifu Marius Chiţiga Viorel Manole Florin Mina |

## Qualificação
| Torneio de qualificação          | Data                                | Sede      | Vagas | Qualificados            |  |
| -------------------------------- | ----------------------------------- | --------- | ----- | ----------------------- |  |
| País-sede                        | 23 de outubro de 1974               | Viena     | 1     | União Soviética         |  |
| Jogos Olímpicos de 1976          | 18–30 de julho de 1976              | Montreal  | 1     | Polônia                 |  |
| Campeonato Mundial de 1978       | 20 de setembro–1 de outubro de 1978 | Itália    | 1     | Itália                  |  |
| Campeonato Africano de 1979      | Novembro de 1979                    | Tripoli   | 1     | Tunísia1 · Líbia        |  |
| Campeonato Asiático de 1979      | 16–23 de dezembro de 1979           | Manama    | 1     | China1 · Checoslováquia |  |
| Campeonato Europeu de 1979       | 5–13 de outubro de 1979             | França    | 1     | Iugoslávia              |  |
| Campeonato da NORCECA de 1979    | 21–28 de abril de 1979              | Havana    | 1     | Cuba                    |  |
| Campeonato Sul-americano de 1979 | 21–26 de abril de 1979              | Argentina | 1     | Brasil                  |  |
| Qualificatório Mundial           | 20–27 de janeiro de 1980            | Bulgária  | 1     | Bulgária                |  |
| Qualificatório Mundial           | 20–27 de janeiro de 1980            | Bulgária  | 1     | Romênia                 |  |
| Total                            |                                     |           | 10    |                         |  |

↑1  A Tunísia e a China retiraram-se devido ao boicote liderado pelos Estados Unidos e foram substituídas pela Líbia e pela Tchecoslováquia, respectivamente.

## Composição dos grupos
| Grupo A                     | Grupo B    |
| --------------------------- | ---------- |
| União Soviética (País-sede) | Brasil     |
| Bulgária                    | Líbia      |
| Cuba                        | Polônia    |
| Checoslováquia              | Romênia    |
| Itália                      | Iugoslávia |

## Fase de grupos
Na fase de grupos, as seleções jogaram entre si repartidas em dois grupos de seis equipas cada. Os dois melhores apuraram-se para as semifinais.
- Placar de 3–0 ou 3–1: 3 pontos para o vencedor, nenhum para o perdedor;
- Placar de 3–2: 2 pontos para o vencedor, 1 para o perdedor.

### Grupo A
|  | Equipes classificadas para as semifinais |

|     |                 |     | Jogos | Jogos | Jogos | Resultados | Resultados | Resultados | Resultados | Resultados | Resultados | Sets | Sets | Sets   | Pontos | Pontos | Pontos |
| Pos | Equipe          | Pts | T     | V     | D     | 3–0        | 3–1        | 3–2        | 2–3        | 1–3        | 0–3        | V    | P    | R      | V      | P      | R      |
| --- | --------------- | --- | ----- | ----- | ----- | ---------- | ---------- | ---------- | ---------- | ---------- | ---------- | ---- | ---- | ------ | ------ | ------ | ------ |
| 1   | União Soviética | 12  | 4     | 4     | 0     | 3          | 1          | 0          | 0          | 0          | 0          | 12   | 1    | 12,000 | 193    | 122    | 1.582  |
| 2   | Bulgária        | 9   | 4     | 3     | 1     | 1          | 2          | 0          | 0          | 0          | 1          | 9    | 5    | 1.800  | 171    | 149    | 1.148  |
| 3   | Cuba            | 4   | 4     | 1     | 3     | 1          | 0          | 0          | 1          | 1          | 1          | 6    | 9    | 0.667  | 181    | 178    | 1.017  |
| 4   | Checoslováquia  | 3   | 4     | 1     | 3     | 0          | 0          | 1          | 1          | 1          | 1          | 6    | 11   | 0.545  | 180    | 230    | 0.783  |
| 5   | Itália          | 2   | 4     | 1     | 3     | 0          | 0          | 1          | 0          | 1          | 2          | 4    | 11   | 0.364  | 145    | 191    | 0.759  |

Ordenamento da classificação: 1) Número de vitórias; 2) Pontos; 3) Razão de sets; 4) Razão de pontos; 5) Confronto direto.
- 20 de julho

|                 |     |                 |                        |  |
| Cuba            | 3-0 | Itália          | 15-7 15-8 15-6         |  |
| União Soviética | 3-1 | Tchecoslováquia | 15-13 15-10 13-15 15-7 |  |

- 22 de julho

|          |     |                 |                           |  |
| Itália   | 3-2 | Tchecoslováquia | 8-15 15-5 10-15 15-8 15-7 |  |
| Bulgária | 3-1 | Cuba            | 15-7 15-8 6-15 15-8       |  |

- 24 de julho

|                 |     |                 |                 |  |
| Bulgária        | 3-0 | Tchecoslováquia | 15-12 15-5 15-7 |  |
| União Soviética | 3-0 | Itália          | 15-2 15-7 15-10 |  |

- 26 de julho

|                 |     |          |                             |  |
| Tchecoslováquia | 3-2 | Cuba     | 15-11 13-15 2-15 16-14 15-9 |  |
| União Soviética | 3-0 | Bulgária | 15-6 15-8 15-10             |  |

- 28 de julho

|                 |     |        |                     |  |
| Bulgária        | 3-1 | Itália | 15-9 15-9 6-15 15-9 |  |
| União Soviética | 3-0 | Cuba   | 15-10 15-13 15-11   |  |

### Grupo B
|  | Equipes classificadas para as semifinais |

|     |            |     | Jogos | Jogos | Jogos | Resultados | Resultados | Resultados | Resultados | Resultados | Resultados | Sets | Sets | Sets  | Pontos | Pontos | Pontos |
| Pos | Equipe     | Pts | T     | V     | D     | 3–0        | 3–1        | 3–2        | 2–3        | 1–3        | 0–3        | V    | P    | R     | V      | P      | R      |
| --- | ---------- | --- | ----- | ----- | ----- | ---------- | ---------- | ---------- | ---------- | ---------- | ---------- | ---- | ---- | ----- | ------ | ------ | ------ |
| 1   | Polônia    | 10  | 4     | 3     | 1     | 1          | 2          | 0          | 1          | 0          | 0          | 11   | 5    | 2.200 | 221    | 172    | 1.285  |
| 2   | Romênia    | 9   | 4     | 3     | 1     | 1          | 2          | 0          | 0          | 1          | 0          | 10   | 5    | 2,000 | 215    | 138    | 1.558  |
| 3   | Brasil     | 6   | 4     | 2     | 2     | 1          | 0          | 1          | 1          | 1          | 0          | 9    | 8    | 1.125 | 215    | 196    | 1.097  |
| 4   | Iugoslávia | 5   | 4     | 2     | 2     | 1          | 0          | 1          | 0          | 2          | 0          | 8    | 8    | 1,000 | 189    | 177    | 1.068  |
| 5   | Líbia      | 0   | 4     | 0     | 4     | 0          | 0          | 0          | 0          | 0          | 4          | 0    | 12   | 0,000 | 23     | 180    | 0.128  |

Ordenamento da classificação: 1) Número de vitórias; 2) Pontos; 3) Razão de sets; 4) Razão de pontos; 5) Confronto direto.
- 20 de julho

|         |     |            |                       |  |
| Roménia | 3-0 | Líbia      | 15-3 15-1 15-1        |  |
| Polónia | 3-1 | Iugoslávia | 15-11 11-15 15-3 15-7 |  |

- 22 de julho

|            |     |         |                             |  |
| Iugoslávia | 3-2 | Brasil  | 8-15 15-12 10-15 15-4 15-12 |  |
| Polónia    | 3-1 | Roménia | 9-15 15-12 15-13 15-13      |  |

- 24 de julho

|         |     |        |                       |  |
| Polónia | 3-0 | Líbia  | 15-1 15-3 15-1        |  |
| Roménia | 3-1 | Brasil | 13-15 15-4 15-12 15-3 |  |

- 26 de julho

|         |     |            |                       |  |
| Brasil  | 3-0 | Líbia      | 15-1 15-2 15-6        |  |
| Roménia | 3-1 | Iugoslávia | 15-9 14-16 15-8 15-12 |  |

- 28 de julho

|            |     |         |                              |  |
| Brasil     | 3-2 | Polónia | 13-15 18-20 17-15 15-11 15-5 |  |
| Iugoslávia | 3-0 | Líbia   | 15-2 15-1 15-1               |  |

## Fase final
Na fase final as seleções disputaram, no máximo, mais três jogos (para as equipas que discutiram as medalhas), em formato de eliminatória.
|  | Semifinal       | Semifinal   |   |             | Final               | Final |  |
|  |                 |             |   |             |                     |       |  |
|  | 30 de julho     |             |   |             |                     |       |  |
|  | União Soviética | 3           |   |             |                     |       |  |
|  | Romênia         | 0           |   |             |                     |       |  |
|  |                 |             |   |             |                     |       |  |
|  |                 |             |   |             | 1 de agosto         |       |  |
|  |                 |             |   |             | União Soviética     | 3     |  |
|  |                 | Bulgária    | 1 |             |                     |       |  |
|  |                 |             |   |             |                     |       |  |
|  |                 |             |   |             |                     |       |  |
|  |                 |             |   |             | Disputa pelo bronze |       |  |
|  | 30 de julho     | 30 de julho |   | 1 de agosto | 1 de agosto         |       |  |
|  | Bulgária        | 3           |   | Romênia     | 3                   |       |  |
|  | Polônia         | 0           |   |             | Polônia             | 1     |  |

Semifinais
- 30 de julho — disputa pelo 5º lugar

|            |     |                 |                             |  |
| Brasil     | 3-0 | Tchecoslováquia | 16-14 15-11 15-9            |  |
| Iugoslávia | 3-2 | Cuba            | 12-15 5-15 15-12 16-14 15-2 |  |

- 30 de julho — semi-finais

|                 |     |         |                  |  |
| Bulgária        | 3-0 | Polónia | 15-13 15-13 15-7 |  |
| União Soviética | 3-0 | Roménia | 15-6 15-10 15-5  |  |

Finais
- 30 de julho — jogo de classificação 9-10

|        |     |       |                |  |
| Itália | 3-0 | Líbia | 15-2 15-1 15-4 |  |

- 31 de julho — jogo de classificação 7-8

|      |     |                 |                       |  |
| Cuba | 3-1 | Tchecoslováquia | 14-16 15-7 15-10 15-6 |  |

- 31 de julho — jogo de classificação 5-6

|        |     |            |                            |  |
| Brasil | 3-2 | Iugoslávia | 14-16 15-9 8-15 15-10 15-8 |  |

- 31 de julho — jogo de classificação 3-4

|         |     |         |                       |  |
| Roménia | 3-1 | Polónia | 15-10 9-15 15-13 15-9 |  |

- 31 de julho — final

|                 |     |          |                        |  |
| União Soviética | 3-1 | Bulgária | 15-7 15-13 14-16 15-11 |  |

## Classificação final
Esta foi a classificação final do torneio:
| Pos.              | Equipe          |
| ----------------- | --------------- |
| Medalha de ouro   | União Soviética |
| Medalha de prata  | Bulgária        |
| Medalha de bronze | Romênia         |
| 4                 | Polônia         |
| 5                 | Brasil          |
| 6                 | Iugoslávia      |
| 7                 | Cuba            |
| 8                 | Checoslováquia  |
| 9                 | Itália          |
| 10                | Líbia           |